# Bassikounou (departement)
Bassikounou är ett departement i Mauretanien.   Det ligger i regionen Hodh Ech Chargui, i den sydöstra delen av landet, 1 100 km öster om huvudstaden Nouakchott.